# Tubaria albostipitata
Tubaria albostipitata är en svampart som beskrevs av D.A. Reid 1972. Tubaria albostipitata ingår i släktet Tubaria och familjen Inocybaceae.   Inga underarter finns listade i Catalogue of Life.